# Vestenvad
Vestenvad (på tysk Westenwatt) er et vandløb og tidligere vadested i det sydlige Flensborg. Åen udpringer sydøst for byen på grænsen til Lille Volstrup i nærheden af Hvilbjerg, Høgebjerg og Hyrupskov i det nordvestlige Angel. Den løber overvejende mod sydøst mod Tostrupmark, hvor den passerer bygrænsen til Flensborg og naturområdet Hornskov Bakker. I Flensborg krydses Østtangenten i en underjordisk rørføring. Åen munder i Pælevad Å. 
Navnet Vestenvad er første gang dokumenteret byens stadret 1284 som Withstagswath som betegnelese for bymarkens grænse mod syd. Vestenvad var det vadested, hvor landevejen til Egernfjord krydsede den senere Vestenvad benævnte lille å. Det ses af kilderne, at et ældre Withstag- allerede i det 15. århundrede er blevet sammentrukket til Veste- og derefter folkeetymologisk omdannet til Vesten- (altså vest for). Første led i navnet er gammeldansk with for skov. Midterleddet kan identificeres med oldnordisk stag (for stok, stang), samme ord som det fra maritimt sprog kendte stag. Hvis midterleddet har gammeldansk gg, må det være identisk med det ældre stag, samme ord som det morderne stak, hvis oprindelige betydning er spids. Forudsættes oprindeligt k, må det midterleddet identificeres med ordet stage (gl.dansk staki). Der er altså flere muligheder med betydninger som stav, stage og spids.